# Lördagsmyrtjärnen
Lördagsmyrtjärnen är en sjö i Ovanåkers kommun i Hälsingland och ingår i Ljusnans huvudavrinningsområde.